# 萬通商業銀行
萬通商業銀行（簡稱萬通銀行、GCB），是過去曾經存在於台灣的商業銀行之一，金融機構代號801，已經於2003年12月併入中國信託商業銀行。

## 歷史
萬通銀行最初由台南幫統一企業發起成立，環球水泥主導，最初資本額新台幣120億元。
萬通銀行於1991年12月30日開始營業，是中華民國財政部開放民間設立銀行後第一家開始營業的銀行，主要投資股東為環球水泥、統一企業、台南紡織、坤慶投資、太子建設等台南幫相關企業。
萬通銀行股票於1995年5月18日在中華民國證券櫃檯買賣中心上櫃，也是第一家上櫃的新銀行；接著又於1997年5月23日與大安商業銀行同時成為第一批在臺灣證券交易所股票上市的新銀行。
1999年下半年，萬通銀行逐漸在40處營運單位架起Intranet，且各營運單位進一步導入Microsoft Outlook收發電子郵件。
2003年，萬通銀行以新台幣195.7億元售給中國信託金融控股。2003年9月4日，財政部許可萬通銀行以股份轉換方式轉換為中信金控子公司；股份轉換後，中信金控之擬制性淨值為新台幣1025.5億元，中信金控之自有資本與風險性資產比率為128.61%。2003年9月30日，萬通銀行完成股份轉換，股票下市，成為中信金控的子公司。2003年12月1日，萬通銀行被併入同屬中信金控的中國信託商業銀行。